# 井上就貞 (忠兵衛)
井上 就貞（いのうえ なりさだ）は、安土桃山時代から江戸時代前期にかけての武士。毛利氏の家臣で長州藩士。父は井上景家。

## 生涯
文禄2年（1593年）、毛利氏家臣である井上景家の次男として生まれ、毛利秀就と綱広の二代に仕える。
慶長17年（1612年）7月17日、所領の内の54石6斗余りの地を就貞に譲るという父・景家の願い出に対し、毛利輝元は景家の校了次第であると答えている。また、同年7月19日に秀就から「就」の偏諱と「忠兵衛尉」の官途名を与えられる。
承応2年（1653年）8月6日に死去。享年61。養子の就資が後を継いだ。